# Mégri
Le département de Mégri est un des 4 départements composant la région du Wadi Fira au Tchad (Ordonnance N° 027/PR/2012 du 4 septembre 2012). Son chef-lieu est Matadjana.

## Subdivisions
Le département de Mégri est divisé en 6 sous-préfectures :
- Matadjana
- Wée
- Nanou
- Ourda
- Mardebe
- Troungna

## Administration
Liste des administrateurs :
Préfets de Mégri
- 2012 : xx